# برگه هلو
برگهٔ هلو (فارسی شرقی:کِشته) نام نوعی از تنقلات است که با خشک کردن تکه‌های هلو به روش سنتی یا با دستگاه درست می‌شود.